# Asparago bianco di Zambana
L'asparago bianco di Zambana è una varietà di Asparagus officinalis coltivata nel territorio del comune di Zambana (TN). Dal 2008 è riconosciuto con il marchio De.Co. (Denominazione comunale d'origine).